# Гарасевич Іван Дем'янович
Іван Дем'янович Гарасевич (3 серпня 1914, м. Кременець — 18 жовтня 1977, там само) — український художник, літератор. Син Дем'яна Гарасевича і племінник Івана Гериса-Гарасевича (основоположника руху Християн Віри Євангельської в Тернопільській області).
В Іванові Гарасевичу доля поєднала дар художника і поета. «Бог, самата, сонет і акварель» − це улюблений світ його душі. Сучасники Івана Гарасевича часто проводили аналогію між ним і Юліушем Словацьким.
В обох митців стержнем життя був християнський світогляд, християнська етика, обидва були наділені незалежністю характеру, нетерпимістю до компромісів, любов’ю до Батьківщини і водночас великим розумінням інших народів, відсутністю сентиментальності і нищівною іронією до ворожих позицій. Обох об’єднувала любов до Кременця.
Обидва поети були всебічно обдаровані. Малюнки Словацького і акварелі Гарасевича захоплюють високим рівнем майстерності і відчуттям краєвиду. Обидва любили музику. В обох − глибокі родинні прив’язаності і схильність до найщиріших дружніх стосунків. І, нарешті, в обох – та сама неміч, яка загострила і поглибила їх вразливість до справ сучасних, минулих і майбутніх.
Найбільшою турботою Гарасевича – патріота було те, що все менше на великій Україні звучить рідна мова. Найбільшою національною любов’ю його був Шевченко.

## З життєпису
Народився Іван Гарасевич 3 серпня 1914 року в селі Голятин Горохівського повіту Волинської губернії. Як писав він у автобіографії, його батьки опинилися переїздом у рідний Кременець. Батько майбутнього поета і художника був учителем. Того ж таки року сім’я, рятуючись від злигоднів Першої світової війни, виїхала в далекий Красноярськ, аби повернутися сюди через вісім років.
У Кременці Іван Гарасаевич закінчив «повшехну» школу й три класи Української гімназії (освіту не завершив через матеріальні нестатки родини). Аби поповнити багаж знань, допитливий юнак наполегливо займався самоосвітою, малював. Роботами Гарасевича зацікавився львівський художник Володимир Ласовський, завдяки якому юнак у 1938 році взяв участь у виставці митців-самоуків у місті Львові. Вона принесла йому успіх.
Навчався у Крем'янецькій українській гімназії, 1940—1941 — у Львівському художньому училищі, закінчити яке завадила війна. 
В жовтні 1940 року був заарештований за релігійну та національну діяльність батько Івана Дем’ян Гарасевич, пресвітер місцевої церкви ХВЄ. Помер він у 1942 році на Уралі в м. Златоуст.
Три роки під час Другої Світової війни перебував у війську. Після повернення з фронту працював у художній майстерні. 
У 1950 році приєднався до євангельської церкви. У складні атеїстично-комуністичні часи був проповідником Біблії, з 1951 року – секретарем та членом церковної ради Кременецької євангельської церкви, а також її істориком, автором книги «Пробудження в ім’я Боже», виконував художнє оформлення Дому молитви у 1955 році.
Від 1954 — член Товариства художників Тернопільщини.
Разом з дружиною Галиною виховали трьох дітей: Ксеню, Марію та Віру. 
В 1961 році у зв’язку із загостренням хвороби (лікувався у тубдиспансері), вийшов на пенсію.
Іван Гарасевич був людиною тонкого світосприйняття, любив життя, попри всі негаразди, ніколи не нарікав на нього, смиренно і ласкаво переносив усі його тягарі.

Ось які спогади про художника залишила його племінниця Ярослава Курасова: 
"Його ніколи не залишала велика любов до життя, закоханість у рідну землю українську, у її чарівну природу, у народ славний, многостраждальний. Підтримкою йому стала віра і надія у завтрашній день, у щасливе майбутнє люду українського. А принади лісових, гірських пейзажів Кременця постійно вабили до себе, наснажували до творчості. І бриніла щира дума багатозвучною мелодійною струною. І лягала на папір солов’їна мова поета. І виринали з-під руки його чудові картини, що звеличували подвиги народу рідного у віках, оспівували красу Кременеччини, започаткували Шевченкіану у цьому мальовничому куточку України" [Архівовано 22 липня 2020 у Wayback Machine.].
За життя Іван Гарасевич як поет був майже невідомий. У 1992 році стараннями родини, передусім дочки Ксенії Гарасевич-Касько та літературознавця Маргарити Гецевич, у місті Кременці вийшла єдина збірка вибраних поезій Івана Гарасевича «Душа в словах». Півсотні надрукованих у ній віршів – лише невеличка частина поетичної спадщини співця Волині, про якого Леонід Вишеславський сказав у передмові: «Красу, перед якою поет «занімів» він висловлює словами, які схожі на молитву. І створюється дивовижна лірична сповідь, яка захоплює нашу душу».

Через п’ятнадцять років після смерті (а вона сталася 18 жовтня 1977 року) поет став відомим.
Ми всі відійдемо і лишимо усе,
Що нас тривожило, цікавило, боліло,
І порох часу слід наш занесе,
І в тому щось змінити нам несила.
А в світі іншому,
Що побіч нас трива,
Добра чи зла очікують нас сфери,
І дійсність там вже вічно є жива,
При ній наземне – лиш одні химери.
Щоб там у сфері зла
не пробудитись,
Де в ганобі дух горить і не згора.

### Картини
Автор картин:
- «Т. Шевченко у Кременці» (1958),
- «Т. Шевченко у Почаєві» (1960),
- «Т. Шевченко на Замковій горі в Кременці» (1961),
- «Зустріч Т. Шевченка з варнаком» (1961; дві останні — у Кременецькому краєзнавчому музеї).

## Літературна спадщина
Автор збірки віршів «Душа в словах» вийшла посмертно у Кременці (1992).